# كهف أبو الوعول
كهف أبو الوعول يقع في حرة خيبر في شمال شرق منطقة المدينة المنورة غربي السعودية، ويعد أطول كهف في السعودية من البازلت تم اكتشافه، حيث يبلغ طوله 5 كيلو متر.

## التسمية
تمت تسمية الكهف بأبي الوعول نسبةً إلى وجود هياكل عظمية تعود إلى عدد كبير من الوعول.

## نبذة
قامت هيئة المساحة الجيولوجية السعودية في يناير 2024م بالإعلان عن اعتماد الكهف كوجهة سياحية جيولوجية في السعودية الذي يعتبر ضمن وجهات السياحة البيئية، حيث يتميز الكهف بتشكيلات صخرية مميزة، ويضم عدداً من الأنفاق والممرات والغرف، ويمتد لمسافة 5 كيلومترات، ويمكن عبوره سيراً على الأقدام أو باستخدام الدراجات الجبلية.
ويجري العمل على ترشيحه ليكون معلماً سياحياً بعد أن تكتمل الدراسات الفنية عليه.
تعد خطوة اعتماد كهف أبو الوعول كوجهة سياحية جديدة في السعودية خطوة مهمة نحو تعزيز السياحة البيئية، إلى جانب العديد من المواقع الطبيعية الفريدة في السعودية.